# Moränget
Moränget este o arie protejată (arie specială de conservare — SAC, sit de importanță comunitară — SCI) din Suedia întinsă pe o suprafață de 28,7 ha, integral pe uscat.

## Localizare
Centrul sitului Moränget este situat la coordonatele 61°08′05″N 15°06′33″E / 61.1348°N 15.1092°E.

## Înființare
Situl Moränget a fost declarat sit de importanță comunitară în ianuarie 1998 pentru a proteja 1 specie de plante și 1 specie de animale. Situl a fost protejat și ca arie specială de conservare în martie 2011.

## Biodiversitate
Situată în ecoregiunea boreală, aria protejată conține 4 habitate naturale: Mlaștini turboase de tranziție și turbării mișcătoare, Păduri fino-scandinave bogate în ierburi cu Picea abies, Mlaștini alcaline, Taiga vestică.
La baza desemnării sitului se află mai multe specii protejate:
- plante (1): papucul doamnei (Cypripedium calceolus)
- nevertebrate (1): fluturele auriu (Euphydryas aurinia)